# Арнфин Несет
Арнфин Несет (норв. Arnfinn Nesset; 25. октобар 1936) норвешки је медицински техничар који је постао један од најозлоглашенијих серијских убица у скандинавској историји. Осуђен је 18. марта 1983. за тровање 22 пацијента суксаметонијум-хлоридом, дрогом која опушта мишиће, на Геријатријском институту у Оркдалу, гдје је био директор од 1977. Током истраге тврдио је да је убијао још неколико пута током година рада и на овој и на другим институцијама, али је касније повукао неке од својих изјава.
Суксаметонијум-хлорид је све теже наћи у лешу како вријеме пролази. Сходно томе, најранија убиства која је Несет признао било је немогуће истражити.
Послије двије године истраге и пет мјесеци дугог суђења (гдје је оптужен за убиство 27 људи) проглашен је кривим за убиство двадесет двоје људи и осуђен на 21 годину затвора, највишу могућу по норвешком закону. На слободи је од 2004. године, а претпоставља се да живи негдје у Норвешкој под непознатим именом.